# Ставицки, Тимо
Тимо Ставицки (фин. Timo Stavitski; род. 17 июля 1999, Киркконумми, Южная Финляндия) — финский футболист, нападающий шведского клуба «Мьельбю».

## Карьера
Профессиональную карьеру начал в 2016 году в фарм-клубе ХИКа «Клуби 04», за который отыграл 14 матчей и забил 2 гола во второй финской лиге. В начале 2017 года подписал контракт с клубом «РоПС», в составе которого дебютировал в чемпионате Финляндии 12 апреля того же года, выйдя в стартовом составе на матч с «Интер Турку» и отметившись забитым голом. По окончании сезона подписал контракт с французским клубом «Кан».